# Daniël Verstraete
Daniël Alphonse Omer Verstraete, O.M.I. (Oostrozebeke, 31 juli 1924) is een Belgisch-Zuid-Afrikaans rooms-katholiek geestelijke en bisschop emeritus van Klerksdorp in Zuid-Afrika.

## Biografie
Hij werd geboren in 1924 als tiende in een gezin van twaalf kinderen. Drie van hen kozen voor het religieuze leven. Hij liep school aan het college van Tielt. Na studies in Korbeek-Lo en Velaines werd hij op 19 februari 1950 tot priester gewijd. Verstraete vertrok in 1950 als missionaris naar Zuid-Afrika. Hij was er actief in Johannesburg en Mafeking. Eind 1959 werd hij door zijn congregatie vrijgesteld om de mogelijkheid te onderzoeken om een eigen missiegebied te stichten voor de Vlaamse oblaten in Transvaal. Hij vestigde zich hiervoor in Bloemhof en doorkruiste gedurende twee jaar West-Transvaal. In 1961 werd er een district toegewezen aan de Vlaamse oblaten en Verstraete kreeg Schweizer-Reneke toegewezen. Op 19 november 1965 werd hij benoemd tot apostolisch prefect van West-Transvaal toen dit werd afgescheiden van het bisdom Johannesburg. In die hoedanigheid nam hij deel aan het Tweede Vaticaans Concilie. Nadat het bisdom Klerksdorp in 1978 werd opgericht werd hij op 14 mei 1978 gewijd tot eerste bisschop. In 1967 was hij Zuid-Afrikaans staatsburger geworden. Hij ging in 1994 op emeritaat en keerde in december 2012 terug naar België.
Hij werd 31 juli 2024 100 jaar oud.

## Eerbewijzen
- Ridder in de Kroonorde (1986)
- Ereburger van Oostrozebeke (1990)